# Laluque
Laluque é uma comuna francesa na região administrativa da Nova Aquitânia, no departamento Landes. Estende-se por uma área de 53,83 km². Em 2010 a comuna tinha 1 053 habitantes (densidade: 19,6 hab./km²).